# Kumari Jayawardena
Kumari Jayawardena (m. 1931) fou una dirigent feminista, professora i escriptora de Sri Lanka.
La seua obra forma part del feminisme del Tercer Món, que conceptualitza les filosofies feministes indígenes, úniques per a les societats i les nacions no occidentals.
Kumari Jayawardena és autora de diversos llibres, com ara Feminisme i nacionalisme en el tercer món, pel qual fou Premi Feminist Fortnight del Regne Unit el 1986. Ms. Magazine la cità al 1992, per escriure un dels "20 llibres més importants de les dècades feministes del 1970 al 1990". Aquest text és hui àmpliament utilitzat en Programes d'Estudis feministes arreu del món.
En Feminism and Nationalism in the Third World, Kumari Jayawardena reconstrueix la història del moviment pels drets de les dones a Àsia i l'Orient Mitjà des del segle xix fins als 1980, tot centrant-se a Egipte, Turquia, l'Iran, l'Índia, Sri Lanka, la Xina, Indonèsia, Vietnam, Japó, Corea i Filipines. La seua recerca conclou que el feminisme no és pas una ideologia estrangera imposada als països del Tercer Món, sinó que s'ha desenvolupat per si sol a Àsia i l'Orient Mitjà: les dones van lluitar per la igualtat de drets i en contra de la subordinació domèstica i en la societat en general.

## Àmbit acadèmic
Jayawardena nasqué i estudià l'educació secundària a Sri Lanka; més tard, el 1952, entrà a la London School of Economics. Es llicencià en ciències polítiques el 1955; i com a advocada al Lincoln, a Londres, el 1958. També va obtenir el Certificat d'Etudes Politiques de l’Institut d'Estudis Polítics de París (més conegut com Sciences Po) el 1956. El 1964, es doctorà defensant una tesi sobre el moviment obrer a Sri Lanka, per la London School of Economics.
Del 1969 al 1985, ensenyà ciències polítiques en la Universitat de Colombo a Sri Lanka. També ensenyà en el Women and Development Masters Course, en l'Institut d'Estudis Socials de La Haia, Holanda, del 1980 al 1982, i estigué afiliada a l'Institut Bunting de Radcliffe del 1987 al 1988.
Els seus llibres i articles s'han traduït al cingalés i al tàmil. Ha treballat en organitzacions de recerca feminista i en moviments de drets civils a Sri Lanka, i com a secretària de l'Associació de Científics Socials, un grup d'acadèmics interessats en ètnia, gènere, casta i altres temes.